# 40e législature de l'Ontario
La 40e législature de l'Ontario commence le mardi 22 novembre 2011 et prend fin le 2 mai 2014. Ses membres ont été élus lors de l'élection générale tenue le 6 octobre 2011. Cette élection a donné lieu à la formation d'un gouvernement minoritaire dirigé par Dalton McGuinty, chef du Parti libéral. À la suite de sa démission, Kathleen Wynne remporte la course à la chefferie du Parti libéral et devient de facto première ministre de l'Ontario.

## Chronologie

### 2011
- 6 octobre : 40e élection générale ontarienne.
- 22 novembre : Ouverture par le discours du Trône.

### 2012
- 28 mars : Dwight Duncan présente le premier budget du gouvernement minoritaire, nécessitant l'appui d'au moins un des partis de l'opposition pour qu'il soit adopté et ainsi éviter une élection hâtive.
- 10 avril : La chef néo-démocrate Andrea Horwath pose plusieurs conditions en échange du soutien de son parti au budget libéral, devenu nécessaire pour l'adoption du budget à la suite de la décision du chef conservateur Tim Hudak de s'y opposer.
- 27 avril : La députée conservatrice de Kitchener—Waterloo et ancienne vice-première ministre de l'Ontario, Elizabeth Witmer démissionne pour siéger à la Commission de la sécurité professionnelle et de l’assurance contre les accidents du travail, déclenchant ainsi une élection partielle.
- 15 juin : Le premier ministre Dalton McGuinty annonce qu'il déclenchera une élection si son budget n'est pas adopté.
- 20 juin : Le projet de loi budgétaire est adopté, grâce au NPD qui s'abstient de voter, évitant ainsi une élection estivale.
- 1er août : Le député libéral de Vaughan et ancien ministre des Finances Greg Sorbara, démissionne afin de passer plus de temps avec sa famille ainsi que pour les affaires, déclenchant une élection partielle.
- 6 septembre : Les élections partielles pour Kitchener—Waterloo et Vaughan ont lieu. Le candidat libéral Steven Del Duca est élu à Vaughan et la candidate néo-démocrate Catherine Fife est élue dans la circonscription de Kitchener—Waterloo.
- 15 octobre : Dalton McGuinty présente sa démission du poste de premier ministre de l'Ontario et de chef du Parti libéral de l'Ontario, et proroge le Parlement[1].

### 2013
- 15 janvier : La cheffe néo-démocrate Andrea Horwath annonce qu'elle serait prête à considérer un éventuel gouvernement de coalition avec le ou la prochain chef du Parti libéral[2].

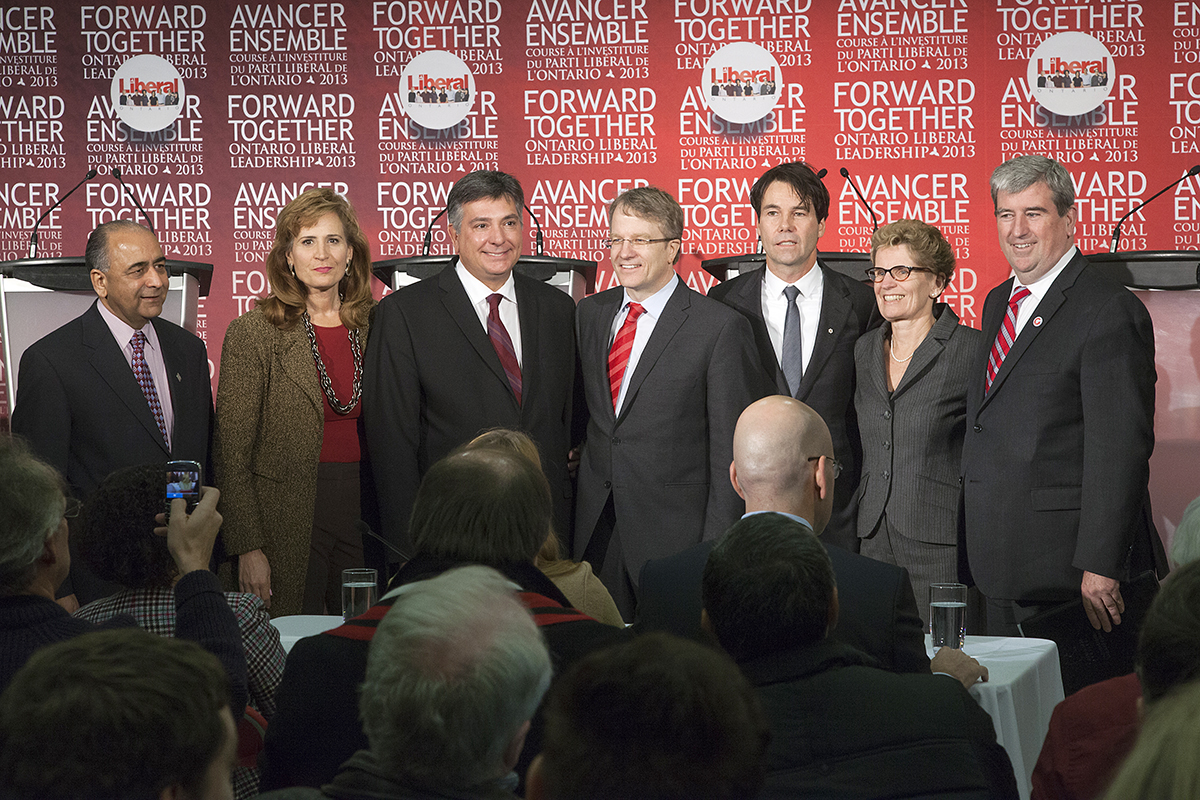
Les candidats à la course à la chefferie du Parti libéral, le 1er décembre 2012.

- 26 janvier : Kathleen Wynne remporte la course à la chefferie du Parti libéral de l'Ontario.
- 11 février : Kathleen Wynne est assermentée première ministre, ainsi que son conseil exécutif et elle devient la première femme à diriger la province et la première personnes ouvertement homosexuelle à gouverner une province.
- 14 février : Chris Bentley et Dwight Duncan, députés libéraux des circonscriptions de London-Ouest et Windsor—Tecumseh, démissionnent.
- 20 février : La première ministre Wynne fait reprendre les travaux de la 40e législature avec l'ouverture de la 2e session, lors du discours du Trône.
- 12 juin : Dalton McGuinty, député libéral d'Ottawa Sud, pose sa démission.
- 27 juin : Margarett Best, députée libérale de Scarborough—Guildwood, démissionne.
- 2 juillet : La députée d'Etobicoke—Lakeshore et ministre des Affaires Intergouvernementales Laurel Broten démissionne pour aller s'établir à Halifax avec sa famille.
- 1er août : Des élections partielles sont tenues dans les cinq circonscriptions laissées vacantes par le départ de députés libéraux. Les néo-démocrates s'emparent de London-Ouest ainsi que de Windsor-Tecumseh, les progressiste-conservateurs gagnent Etobicoke—Lakeshore, et les libéraux gardent Ottawa-Sud et Scarborough—Guildwood.
- 21 août : Les cinq vainqueurs des élections partielles sont assermentés[3].
- 24 septembre : Le député libéral de Niagara-Falls Kim Craitor démissionne, prétextant des raisons de famille et de santé[4]. On apprend le 6 mai 2016 qu'il a démissionné en raison d'accusations de harcèlement sexuel qui pesaient contre lui[5].
- 10 décembre : Le député conservateur de Thornhill Peter Shurman annonce qu'il démissionnera, une décision qui prenant effet le 31 décembre, et qu'il ne se représentera pas aux prochaines élections[6].

### 2014
- 13 février : Des élections partielles sont tenues dans les circonscriptions vacantes de Niagara-Falls et de Thornhill. Le NPD fait un gain dans Niagara-Falls, depuis longtemps aux mains des libéraux, tandis que les conservateurs conservent Thornhill. Les libéraux sortent grands perdants de cette élection partielle, et plusieurs analystes soutiennent l'hypothèse que les néo-démocrates rejetteront le budget libéral au printemps, déclenchant une élection générale[7],[8].
- 25 mars : La première ministre Wynne effectue un remaniement ministériel de son cabinet à la suite de la démission de Linda Jeffrey, qui quitte la politique provinciale pour se lancer dans la course à la mairie de Brampton. Madeleine Meilleur reçoit le poste de procureure générale, qu'elle est la première Franco-Ontarienne à obtenir. Yasir Naqvi obtient son ancien ministère, de la Sécurité communautaire et des services communautaires, qui cède lui-même son ministère du Travail à Kevin Flynn. Bill Mauro hérite du portefeuille des Affaires municipales et du Logement, et John Gerretsen devient Président du Conseil des ministres[9].
- 1er mai: Dépôt du budget du gouvernement par le ministre des Finances Charles Sousa[10]. Le chef du Parti progressiste-conservateur Tim Hudak annonce que son caucus votera contre le budget libéral.
- 2 mai : La cheffe du NPD Andrea Horwath annonce que son parti votera contre le budget du gouvernement[11]. La première ministre Kathleen Wynne annonce avoir demandé au lieutenant-gouverneur de l'Ontario, David Onley, de dissoudre la législature et déclencher la 41e élection générale.

## Sessions
Il y a eu deux sessions à la 40e législature.
| Session | Début            | Fin             |
| ------- | ---------------- | --------------- |
| 1re     | 22 novembre 2011 | 15 octobre 2012 |
| 2e      | 19 février 2013  | 2 mai 2014      |

## Conseil exécutif
Le conseil exécutif actuel est formé et assermenté le 11 février 2013, le jour de l'assermentation de Kathleen Wynne comme première ministre.

## Liste des députés
Les noms des chefs des partis sont en italiques.
|  | Nom                          | Parti                     | Circonscription                       |
|  | ---------------------------- | ------------------------- | ------------------------------------- |
|  | Joe Dickson                  | Libéral                   | Ajax—Pickering                        |
|  | Michael Mantha               | NPD                       | Algoma—Manitoulin                     |
|  | Ted McMeekin                 | Libéral                   | Ancaster—Dundas—Flamborough—Westdale  |
|  | Rod Jackson                  | Progressiste-conservateur | Barrie                                |
|  | Michael Prue                 | NPD                       | Beaches—East York                     |
|  | Jagmeet Singh                | NPD                       | Bramalea—Gore—Malton                  |
|  | Vic Dhillon                  | Libéral                   | Brampton-Ouest                        |
|  | Linda Jeffrey (2003-2014)    | Libéral                   | Brampton—Springdale                   |
|  | Vacant (2014)                |                           | Brampton—Springdale                   |
|  | Dave Levac                   | Libéral                   | Brant                                 |
|  | Bill Walker                  | Progressiste-conservateur | Bruce—Grey—Owen Sound                 |
|  | Jane McKenna                 | Progressiste-conservateur | Burlington                            |
|  | Rob Leone                    | Progressiste-conservateur | Cambridge                             |
|  | Jack MacLaren                | Progressiste-conservateur | Carleton—Mississippi Mills            |
|  | Rick Nicholls                | Progressiste-conservateur | Chatham-Kent—Essex                    |
|  | Jonah Schein                 | NPD                       | Davenport                             |
|  | Michael Coteau               | Libéral                   | Don Valley-Est                        |
|  | Kathleen Wynne               | Libéral                   | Don Valley-Ouest                      |
|  | Sylvia Jones                 | Progressiste-conservateur | Dufferin—Caledon                      |
|  | John O'Toole                 | Progressiste-conservateur | Durham                                |
|  | Mike Colle                   | Libéral                   | Eglinton—Lawrence                     |
|  | Jeff Yurek                   | Progressiste-conservateur | Elgin—Middlesex—London                |
|  | Taras Natyshak               | NPD                       | Essex                                 |
|  | Donna Cansfield              | Libéral                   | Etobicoke-Centre                      |
|  | Laurel Broten 2011-2013      | Libéral                   | Etobicoke—Lakeshore                   |
|  | Doug Holiday 2013-présent    | Progressiste-conservateur | Etobicoke—Lakeshore                   |
|  | Shafiq Qaadri                | Libéral                   | Etobicoke-Nord                        |
|  | Grant Crack                  | Libéral                   | Glengarry—Prescott—Russell            |
|  | Liz Sandals                  | Libéral                   | Guelph                                |
|  | Toby Barrett                 | Progressiste-conservateur | Haldimand—Norfolk                     |
|  | Laurie Scott                 | Progressiste-conservateur | Haliburton—Kawartha Lakes—Brock       |
|  | Ted Chudleigh                | Progressiste-conservateur | Halton                                |
|  | Andrea Horwath               | NPD                       | Hamilton-Centre                       |
|  | Paul Miller                  | NPD                       | Hamilton-Est—Stoney Creek             |
|  | Monique Taylor               | NPD                       | Hamilton Mountain                     |
|  | Lisa Thompson                | Progressiste-conservateur | Huron—Bruce                           |
|  | Sarah Campbell               | NPD                       | Kenora—Rainy River                    |
|  | John Gerretsen               | Libéral                   | Kingston et les Îles                  |
|  | John Milloy                  | Libéral                   | Kitchener-Centre                      |
|  | Michael Harris (en)          | Progressiste-conservateur | Kitchener—Conestoga                   |
|  | Elizabeth Witmer 2011-2012   | Progressiste-conservateur | Kitchener—Waterloo                    |
|  | Catherine Fife 2012-présent  | NPD                       | Kitchener—Waterloo                    |
|  | Monte McNaughton             | Progressiste-conservateur | Lambton—Kent—Middlesex                |
|  | Randy Hillier                | Progressiste-conservateur | Lanark—Frontenac—Lennox and Addington |
|  | Steve Clark                  | Progressiste-conservateur | Leeds—Grenville                       |
|  | Teresa Armstrong             | NPD                       | London—Fanshawe                       |
|  | Deb Matthews                 | Libéral                   | London-Centre-Nord                    |
|  | Chris Bentley 2011-2013      | Libéral                   | London-Ouest                          |
|  | Peggy Sattler 2013-présent   | NPD                       | London-Ouest                          |
|  | Michael Chan                 | Libéral                   | Markham—Unionville                    |
|  | Amrit Mangat                 | Libéral                   | Mississauga—Brampton-Sud              |
|  | Harinder Takhar              | Libéral                   | Mississauga—Erindale                  |
|  | Dipika Damerla               | Libéral                   | Mississauga-Est—Cooksville            |
|  | Bob Delaney                  | Libéral                   | Mississauga—Streetsville              |
|  | Charles Sousa                | Libéral                   | Mississauga-Sud                       |
|  | Lisa MacLeod                 | Progressiste-conservateur | Nepean—Carleton                       |
|  | Frank Klees                  | Progressiste-conservateur | Newmarket—Aurora                      |
|  | Kim Craitor 2011-2013        | Libéral                   | Niagara Falls                         |
|  | Wayne Gates Depuis 2014      | NPD                       | Niagara Falls                         |
|  | Tim Hudak                    | Progressiste-conservateur | Niagara—Ouest—Glanbrook               |
|  | France Gélinas               | NPD                       | Nickel Belt                           |
|  | Victor Fedeli                | Progressiste-conservateur | Nipissing                             |
|  | Rob Milligan                 | Progressiste-conservateur | Northumberland—Quinte Ouest           |
|  | Helena Jaczek                | Libéral                   | Oak Ridges—Markham                    |
|  | Kevin Flynn                  | Libéral                   | Oakville                              |
|  | Jerry Ouellette              | Progressiste-conservateur | Oshawa                                |
|  | Yasir Naqvi                  | Libéral                   | Ottawa-Centre                         |
|  | Phil McNeely                 | Libéral                   | Ottawa—Orléans                        |
|  | Bob Chiarelli                | Libéral                   | Ottawa-Ouest—Nepean                   |
|  | Dalton McGuinty 2011-2013    | Libéral                   | Ottawa-Sud                            |
|  | John Fraser 2013-présent     | Libéral                   | Ottawa-Sud                            |
|  | Madeleine Meilleur           | Libéral                   | Ottawa-Vanier                         |
|  | Ernie Hardeman               | Progressiste-conservateur | Oxford                                |
|  | Cheri DiNovo                 | New Democrat              | Parkdale—High Park                    |
|  | Norm Miller                  | Progressiste-conservateur | Parry Sound—Muskoka                   |
|  | Randy Pettapiece             | Progressiste-conservateur | Perth—Wellington                      |
|  | Jeff Leal                    | Libéral                   | Peterborough                          |
|  | Tracy MacCharles             | Libéral                   | Pickering—Scarborough-Est             |
|  | Todd Smith                   | Progressiste-conservateur | Prince Edward—Hastings                |
|  | John Yakabuski               | Progressiste-conservateur | Renfrew—Nipissing—Pembroke            |
|  | Reza Moridi                  | Libéral                   | Richmond Hill                         |
|  | Jim Bradley                  | Libéral                   | St. Catharines                        |
|  | Eric Hoskins                 | Libéral                   | St. Paul's                            |
|  | Bob Bailey                   | Progressiste-conservateur | Sarnia—Lambton                        |
|  | David Orazietti              | Libéral                   | Sault Ste. Marie                      |
|  | Soo Wong                     | Libéral                   | Scarborough—Agincourt                 |
|  | Brad Duguid                  | Libéral                   | Scarborough-Centre                    |
|  | Margarett Best 2011-2013     | Libéral                   | Scarborough—Guildwood                 |
|  | Mitzie Hunter 2013-présent   | Libéral                   | Scarborough—Guildwood                 |
|  | Bas Balkissoon               | Libéral                   | Scarborough—Rouge River               |
|  | Lorenzo Berardinetti         | Libéral                   | Scarborough-Sud-Ouest                 |
|  | Jim Wilson                   | Progressiste-conservateur | Simcoe—Grey                           |
|  | Garfield Dunlop              | Progressiste-conservateur | Simcoe-Nord                           |
|  | Jim McDonell                 | Progressiste-conservateur | Stormont—Dundas—South Glengarry       |
|  | Rick Bartolucci              | Libéral                   | Sudbury                               |
|  | Peter Shurman 2011-2013      | Progressiste-conservateur | Thornhill                             |
|  | Gila Martow Depuis 2014      | Progressiste-conservateur | Thornhill                             |
|  | Bill Mauro                   | Libéral                   | Thunder Bay—Atikokan                  |
|  | Michael Gravelle             | Libéral                   | Thunder Bay—Superior-Nord             |
|  | John Vanthof                 | NPD                       | Timiskaming—Cochrane                  |
|  | Gilles Bisson                | NPD                       | Timmins—Baie James                    |
|  | Glen Murray                  | Libéral                   | Toronto-Centre                        |
|  | Peter Tabuns                 | NPD                       | Toronto—Danforth                      |
|  | Rosario Marchese             | NPD                       | Trinity—Spadina                       |
|  | Greg Sorbara 2011-2012       | Libéral                   | Vaughan                               |
|  | Steven Del Duca 2012-présent | Libéral                   | Vaughan                               |
|  | Cindy Forster                | NPD                       | Welland                               |
|  | Ted Arnott                   | Progressiste-conservateur | Wellington—Halton Hills               |
|  | Christine Elliott            | Progressiste-conservateur | Whitby—Oshawa                         |
|  | David Zimmer                 | Libéral                   | Willowdale                            |
|  | Teresa Piruzza               | Libéral                   | Windsor-Ouest                         |
|  | Dwight Duncan 2011-2013      | Libéral                   | Windsor—Tecumseh                      |
|  | Percy Hatfield 2013-présent  | NPD                       | Windsor—Tecumseh                      |
|  | Monte Kwinter                | Libéral                   | York-Centre                           |
|  | Mario Sergio                 | Libéral                   | York-Ouest                            |
|  | Julia Munro                  | Progressiste-conservateur | York—Simcoe                           |
|  | Laura Albanese               | Libéral                   | York-Sud—Weston                       |

## Modifications à la députation
| Modifications de la députation de la 40e législature | Modifications de la députation de la 40e législature | Modifications de la députation de la 40e législature | Modifications de la députation de la 40e législature | Modifications de la députation de la 40e législature | Modifications de la députation de la 40e législature |
|                                                      | Date                                                 | Député                                               | Circonscription                                      | Parti                                                | Raison |
| ---------------------------------------------------- | ---------------------------------------------------- | ---------------------------------------------------- | ---------------------------------------------------- | ---------------------------------------------------- | --- |
|                                                      | 27 avril 2012                                        | Elizabeth Witmer                                     | Kitchener—Waterloo                                   | Progressiste-conservateur                            | Démissionne pour siéger à la CSPAAT. |
|                                                      | 1er août 2012                                        | Greg Sorbara                                         | Vaughan                                              | Libéral                                              | Démissionne, |
|                                                      | 6 septembre 2012                                     | Steven Del Duca                                      | Vaughan                                              | Libéral                                              | Élu en élection-partielle |
|                                                      | 6 septembre 2012                                     | Catherine Fife                                       | Kitchener—Waterloo                                   | Nouveau Parti démocratique                           | Élue en élection-partielle |
|                                                      | 14 février 2013                                      | Chris Bentley                                        | London Ouest                                         | Libéral                                              | Démissionne |
|                                                      | 14 février 2013                                      | Dwight Duncan                                        | Windsor—Tecumseh                                     | Libéral                                              | Démissionne |
|                                                      | 12 juin 2013                                         | Dalton McGuinty                                      | Ottawa-Sud                                           | Libéral                                              | Démissionne |
|                                                      | 27 juin 2013                                         | Margarett Best                                       | Scarborough—Guildwood                                | Libéral                                              | Démissionne |
|                                                      | 2 juillet 2013                                       | Laurel Broten                                        | Etobicoke—Lakeshore                                  | Libéral                                              | Démissionne |
|                                                      | 1er août 2013                                        | Peggy Sattler                                        | London Ouest                                         | Nouveau Parti démocratique                           | Élue en élection-partielle |
|                                                      | 1er août 2013                                        | Percy Hatfield                                       | Windsor—Tecumseh                                     | Nouveau Parti démocratique                           | Élu en élection-partielle |
|                                                      | 1er août 2013                                        | John Fraser                                          | Ottawa-Sud                                           | Libéral                                              | Élu en élection-partielle |
|                                                      | 1er août 2013                                        | Mitzie Hunter                                        | Scarborough—Guildwood                                | Libéral                                              | Élue en élection-partielle |
|                                                      | 1er août 2013                                        | Doug Holyday                                         | Etobicoke—Lakeshore                                  | Progressiste-conservateur                            | Élu en élection-partielle |
|                                                      | 24 septembre 2013                                    | Kim Craitor                                          | Niagara Falls                                        | Libéral                                              | Démissionne en prétextant des raisons familiales et de santé. On apprend en 2016 que la raison de sa démission était une accusation de harcèlement sexuel. |
|                                                      | 31 décembre 2013                                     | Peter Shurman                                        | Thornhill                                            | Progressiste-conservateur                            | Démissionne |
|                                                      | 13 février 2014                                      | Gila Martow                                          | Thornhill                                            | Progressiste-conservateur                            | Élue en élection-partielle |
|                                                      | 13 février 2014                                      | Wayne Gates                                          | Niagara-Falls                                        | Nouveau Parti démocratique                           | Élu en élection-partielle |
|                                                      | 25 mars 2014                                         | Linda Jeffrey                                        | Brampton—Springdale                                  | Libéral                                              | Démissionne pour se présenter aux élections municipales d'octobre.                                                                                         |

### Différence des sièges
| Nombre de députés des partis par date | Nombre de députés des partis par date | 2011  | 2012   | 2012     | 2012  | 2013   | 2013    | 2013    | 2013  | 2013     | 2013   | 2013   | 2014   | 2014    | Différence depuis 2011 |
| Nombre de députés des partis par date | Nombre de députés des partis par date | 6 oct | 27 avr | 1er août | 6 sep | 14 fév | 12 juin | 28 juin | 2 jui | 1er août | 24 sep | 31 déc | 13 fév | 25 mars | Différence depuis 2011 |
| ------------------------------------- | ------------------------------------- | ----- | ------ | -------- | ----- | ------ | ------- | ------- | ----- | -------- | ------ | ------ | ------ | ------- | ---------------------- |
|                                       | Parti libéral                         | 53    | 53     | 52       | 53    | 51     | 50      | 49      | 48    | 50       | 49     | 49     | 49     | 48      | - 5                    |
|                                       | Parti progressiste-conservateur       | 37    | 36     | 36       | 36    | 36     | 36      | 36      | 36    | 37       | 37     | 36     | 37     | 37      | + 0                    |
|                                       | Nouveau Parti démocratique            | 17    | 17     | 17       | 18    | 18     | 18      | 18      | 18    | 20       | 20     | 20     | 21     | 21      | + 4                    |
|                                       | Sièges occupés                        | 107   | 106    | 105      | 107   | 105    | 104     | 103     | 102   | 107      | 106    | 105    | 107    | 106     |                        |
|                                       | Sièges vacants                        | 0     | 1      | 2        | 0     | 2      | 3       | 4       | 5     | 0        | 1      | 2      | 0      | 1       |                        |
|                                       | Majorité gouvernementale              | −1    | −1     | −2       | −1    | −3     | −4      | −5      | −6    | −4       | −5     | −5     | −5     | −6      |                        |